# Diplazon angustus
Diplazon angustus är en stekelart som beskrevs av Dasch 1964. Diplazon angustus ingår i släktet Diplazon och familjen brokparasitsteklar. Inga underarter finns listade i Catalogue of Life.